# ヘンリー (きかんしゃトーマス)
ヘンリー（英語: Henry the Green Engine）は、イギリスの幼児向け絵本『汽車のえほん』、またその映像化作品『きかんしゃトーマス』に登場する大型のテンダー式蒸気機関車（テンダー機関車）。

## 概要
ウィルバート・オードリー原作の絵本『汽車のえほん』とその映像化作品『きかんしゃトーマス』に登場するテンダー機関車。色は黄緑、6輪炭水車の横に書かれている車体番号は3。一人称は「僕」で、二人称は主に「君」だが、映像化作品においてはトーマスやジェームスに対して「お前」と呼ぶ場面がある。テレビシリーズ（TV版）第1期から第21期まではレギュラー扱いであった。第22期から準レギュラーとなる。

## 性格
『汽車のえほん』、第1期〜第5期では仲間であるゴードンやジェームスのように主に傲慢でわがままな性格だが、第8期〜第24期では森や動物達が好きな優しい性格が強調されている。好きな木は森の外れにある「願いの叶う木」と、ロッホ城近くの森にある背の高い松の木。
近年の作品では気弱で繊細な所や臆病な面も度々見られる。車体が汚れるのを極端に嫌った時期があり、雨に濡れるのを嫌がって雨天時に列車を牽引したままトンネルから出るのを拒み、問題を起こしたこともあったが、その後はようやく元気になってトンネルから出た時は雨も怖がらなくなった。ボディを守る方法はトンネルに逃げ込むことではなく、仕事の後に整備員に掃除して貰うことになった。また、複数台の炭水車を牽くことに憧れていた時期があり、ダックに騙されて廃車状態の炭水車を6台牽いたことがあった。
TV8シリーズ以降、特にCG化されてからは何に関しても心配する癖があり、人間の病気である水疱瘡にかかることすら心配していた。

## 運用
普段はノース・ウェスタン鉄道本線での貨物列車の牽引が多いが、旅客列車も担当する。一時期は乗客から苦情が来るほどに客車の牽引技術が鈍ってしまったが、その設定が扱われたのはTV版第8期第8話『ヘンリーとねがいのかなうき』のみで、その後のシリーズではその設定はなかったことにされ、第20期第3話『ヘンリーか？ゴードンか？』ではその性格のやさしさも相まって高い評判を得ている。
『汽車のえほん』において、臨時の貨物列車「フライング・キッパー」の牽引を担当するエピソードが複数あるが、近年のTV版では定期運行の貨物列車として主な仕事となっている。また、ヒロほどではないがメインランドに貨物列車を届ける仕事を担当したこともある。

## モデル
『汽車のえほん』の作者ウィルバート・オードリーは自身のスケッチとしてアトランティックの車軸配置を持つテンダー機関車をヘンリーのモデルとして描いていたが、最初の挿絵画家ウィリアム・ミドルトンはゴードンに似たパシフィックの車軸配置を持つ機関車として描いた。2代目の挿絵画家レジナルド・ダルビーの描くヘンリーは度々異なる車軸配置で描かれてしまうなど一貫性がなく、第1巻終盤で「雨も平気になるように」という理由で緑色の塗装からトーマスやゴードンと同じ青+赤ラインに塗装されたが、ダルビーはゴードンと同じ四角い緩衝器で描いてしまったことによりゴードンとの区別が付かなくなってしまった。これにはウィルバートには不満を持ち、実際に絵本の読者から指摘の手紙も届いた。そこで、ウィルバートは物語の中でヘンリーの車体を元の緑色に戻し、続いて脱線事故を起こさせ修理に出す展開を作り、修理後の姿をロンドン・ミッドランド・アンド・スコティッシュ鉄道 (LMS) の5形（通称「ブラック・ファイブ」）をモデルに描いたことで先述の問題を解消することに成功した。

## 原作での設定
ヘンリーは1919年にドンカスター工場より盗まれたグレート・ノーザン鉄道(GNR)A1形の設計図を元に製造されたが、設計の初期段階で破棄された設計図を使用したため、火室が小さいなどの欠陥が生じ、期待された結果は出せず、その後、1922年にトップハム・ハット卿に購入された。質の悪い石炭では力が出なかったため、燃焼時の発熱量が多く高価なウェールズ炭を特別に支給されていた。その後「フライング・キッパー」の牽引中に脱線事故を起こした際、英国本土のクルー工場で修理と同時にベルペヤ式火室を持つLMS 5形機関車に改造され、通常の石炭でも十分な出力を得られるようになった。

## TV版での扱い
『汽車のえほん』では第1巻から登場するためTV版においてはレギュラーキャラクターとしての扱いを受け、主役エピソードも多数製作された。しかし、第22期以降はジェンダーバランスの調整のため、2台の女性機関車をレギュラーに導入することから、ヘンリーとエドワードが準レギュラー扱いとなる。

## その他の設定
『汽車のえほん』、『きかんしゃトーマス』共通で石炭に関する話題が多い機関車でもある。原作では改造によって石炭の問題は解消されたが、なぜかTV版ではその後も特別な石炭が必要な設定が継承され、長編第1作『きかんしゃトーマス 魔法の線路』では特別な石炭がないため不調を起こしている。また、第10期では通常の石炭だと真っ黒い煙が出やすいため、特別な石炭を使用していることが語られ、長編第4作『きかんしゃトーマス 伝説の英雄』でも同様の言及がある。しかし、長編第8作『きかんしゃトーマス キング・オブ・ザ・レイルウェイ トーマスと失われた王冠』では、石炭による不調を疑われた際トビーに「それはもう昔の話」と言及され、ようやく特別な石炭が必要である設定に終止符が打たれることとなった。第17期では、質の悪い石炭を使用したため、煙が黒くなって動作不良になる事態に見舞われた。

## 映像作品での主な主役回
| シーズン | 話数    | サブタイトル             | 備考 |
| -------- | ------- | ------------------------ | --- |
| 第1期    | 第3話   | でてこいヘンリー         | 初登場回にして初主役回。雨に濡れるのを嫌がりトンネルに籠ってトップハムハット卿に閉じ込められた後エドワード、ゴードンから罵倒された。                                               |
| 第1期    | 第4話   | ヘンリーだいかつやく     | 前回トンネルに閉じ込められたヘンリーの後日談。原作ではこの回からしばらくの間青いボディで登場。                                                                                     |
| 第1期    | 第16話  | きかんこのもめごと       | ゴードンやジェームスとともに、移動作業はしたくないとストライキを起こすが、その後又、移動作業をしたくないと言ったので、ティドマス機関庫に監禁された。                               |
| 第1期    | 第18話  | ヘンリーのせきたん       | 不調のため初めてウェールズの石炭を使う。 |
| 第1期    | 第19話  | フライング・キッパー     | 初めてフライング・キッパーを牽引。脱線した後初事故となりトップハム・ハット卿に怒られなかったが、工場で「ブラック・ファイブ」に大改造を施される。                                   |
| 第1期    | 第20話  | きてきとクシャミ         | 第19話の後日談。新しいスタイルで戻ってきたことをゴードンに嫉妬される。後半は橋の上で悪戯をする子供達を懲らしめる。                                                                 |
| 第3期    | 第61話  | ヘンリーのもり           | お気に入りの森が嵐の被害に遭う。 |
| 第3期    | 第72話  | たんすいしゃがほしい     | ダックにだまされ、汚い炭水車を牽引し、トーマス、ダックから笑われてゴードンから罵倒された。                                                                                         |
| 第4期    | 第79話  | トンネルのなかのかいぶつ | トンネルの中にいる怪物を怖がる。 |
| 第5期    | 第115話 | きりのなかのできごと     | エドワードからフクロウと霧に纏わる怖くて恐ろしい話を聞いたが信じようとせず、霧の中を進んでいくというお話。                                                                         |
| 第5期    | 第119話 | みどりのくじら           | フライング・キッパーを牽引したが、主任のミスで崩れた線路を走り、海に落ちてトップハム・ハット卿から怒られクランキー、子供から罵倒されたが、最後は遅れて怒ったトーマスと仲直りした。 |
| 第7期    | 第161話 | どうしたのヘンリー       | 調子が悪い中、重い石炭の貨車を牽引した。その後、修理に出たがそんなに見てくれなかった。                                                                                             |

## 声優
- 英国版 - ケヴィン・フランク（長編第1作）→キース・ウィッカム（長編第4作 - ）
- 米国版 - ケヴィン・フランク（長編第1作）→ケリー・シェイル（長編第4作 - ）
- 日本版 - 堀川りょう（第1 - 8期）[注 2]→金丸淳一（長編第2作 - ）[注 3]